# سرقزل
قرية سرقزل (بالكردية: سەرقزڵ)‏ هي إحدى قرى ناحية قورة تو في قضاء خانقين ضمن الحدود الإدارية لمحافظة السليمانية لأنها ضمن مناطق إدارة كرميان في إقليم كردستان العراق.